# Myriam Bregman
Myriam Bregman (25 de fevereiro de 1972) é uma advogada argentina, ativista e política.
Enquanto estudava Direito na Universidade de Buenos Aires na década de 1990, Bregman aderiu ao Partido dos Trabalhadores Socialistas(PTS), de orientação trotskista.
Foi eleita deputada nacional em 2009 e Chefe de Governo da Cidade de Buenos Aires em 2011 pela Frente de Esquerda e dos Trabalhadores - Unidade (que inclui, entre outros, o PTS).
Em 2015, se tornou deputada nacional na seção eleitoral da província de Buenos Aires.
Em 2023, disputou a eleição presidencial na Argentina, ficando em 5º lugar.